# 兎月書房
株式会社兎月書房（とげつしょぼう）は、かつて東京都千代田区三崎町（水道橋）に所在していた日本の貸本出版社。社長兼編集長は創業者の清水袈裟人。

## 概要
赤本・貸本の中堅版元として水木しげる、竹内寛行、つゆき・サブロー、橋本将次、福田年兼、陽気幽平、若林哲弘、牧村和美、高信太郎、ジョージ秋山らを輩出したことで知られる。
戦記物、ギャグ、少女、ホラーなど多様なジャンルの貸本を出版していたが、1959年に『週刊少年サンデー』『週刊少年マガジン』など週刊漫画雑誌が相次いで創刊されると、貸本漫画は徐々にシェアを奪われ急速に衰退する。兎月書房も例外ではなく深刻な経営難に陥った。
1959年、起死回生を狙い当時流行していた劇画短編集の出版を計画。劇画工房の貸本劇画家らを好待遇で迎え『摩天楼』シリーズを刊行、ヒットとなる。
1960年、3月から発行されていた貸本漫画誌『妖奇伝』以降、水木しげるの『墓場鬼太郎』など怪奇漫画に力を入れ始める。
貸本業界退潮の波には勝てず1962年9月に倒産する。

## エピソード
- 1960年から刊行されていた水木しげるの『墓場鬼太郎』は、経営難の兎月書房から原稿料がまったく支払われず、これに憤慨した水木とは絶縁状態になった。その後、兎月書房は今までの未払いとなっていた原稿料の清算と、後釜として刊行していた竹内寛行版『墓場鬼太郎』の終了という条件で水木と和解。『河童の三平』『怪奇一番勝負』『霧の中のジョニー』を刊行するが、その直後の1962年9月に倒産。
水木は原稿料を現金で受け取れず、受け取っていた手形が債権として残った。社長の清水は後に五反田の小さな印刷会社で働き、原稿料の一部を支払ったとされている。
- 水木への原稿料の支払いを渋る一方、人気があった劇画漫画家には高額な原稿料を支払っていた。事務所を訪れた劇画工房のメンバーにはコーヒーを出す一方、水木には渋茶すら出さなかったという。
- 『ゲゲゲの女房』に登場する「富田書房」は兎月書房がモデルとなっており、清水は「富田盛夫（演・うじきつよし）」として登場している。
- 兎月書房から出版された貸本漫画の一部は、小学館クリエイティブによって復刻されており、作品そのものは現在でも入手できる。一方で、水木しげるや竹内寛行の『墓場鬼太郎』をはじめとした貸本漫画の再評価が進んでおり、マニアの間では貸本刊行版は高値で取引されている。

## 出版物
- 墓場鬼太郎（全19巻）※4巻以降は竹内寛行による。
- 河童の三平（全8巻）
- 『摩天楼』シリーズ
- 『無双』シリーズ
- 『妖奇伝』シリーズ
- 寄生人（太田出版より再発）